# Rudolf Mayer (Verleger)

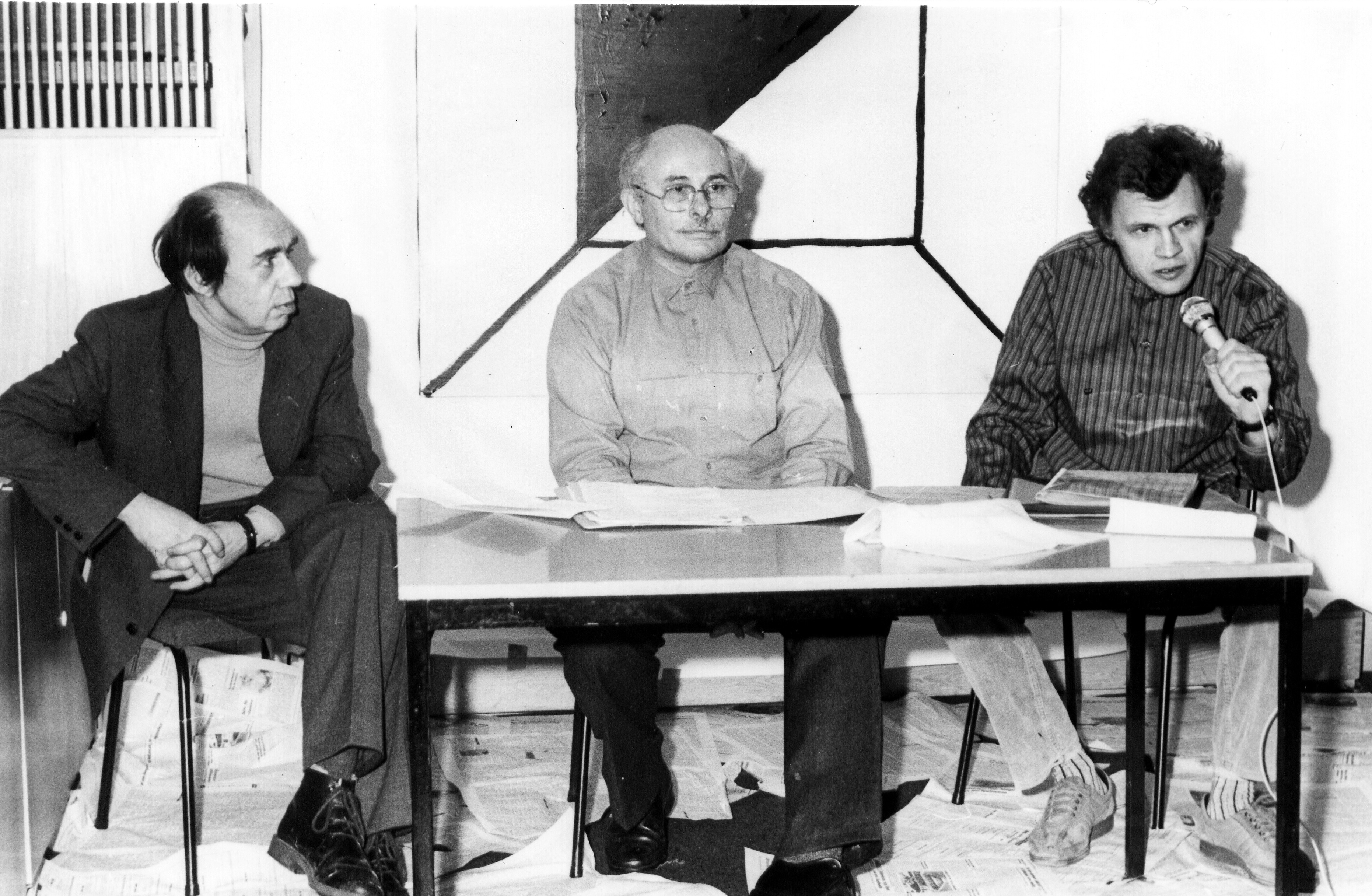
Carlfriedrich Claus, Rudolf Mayer und Valeri Scherstjanoi (von links) beim Rossendorfer Klubabend (ROK) 172 Erinnerung an Alexei Krutschonych 1886/1986 - Phonetisches Theater am 21. Februar 1986

Rudolf Mayer (* 4. Juni 1928 in Stuttgart; † 16. September 2008 in Dresden) war ein deutscher Verleger, Herausgeber und Publizist, der viele Jahre lang als Chefredakteur die Bildabteilung des Verlags der Kunst Dresden leitete.

## Leben und Wirken

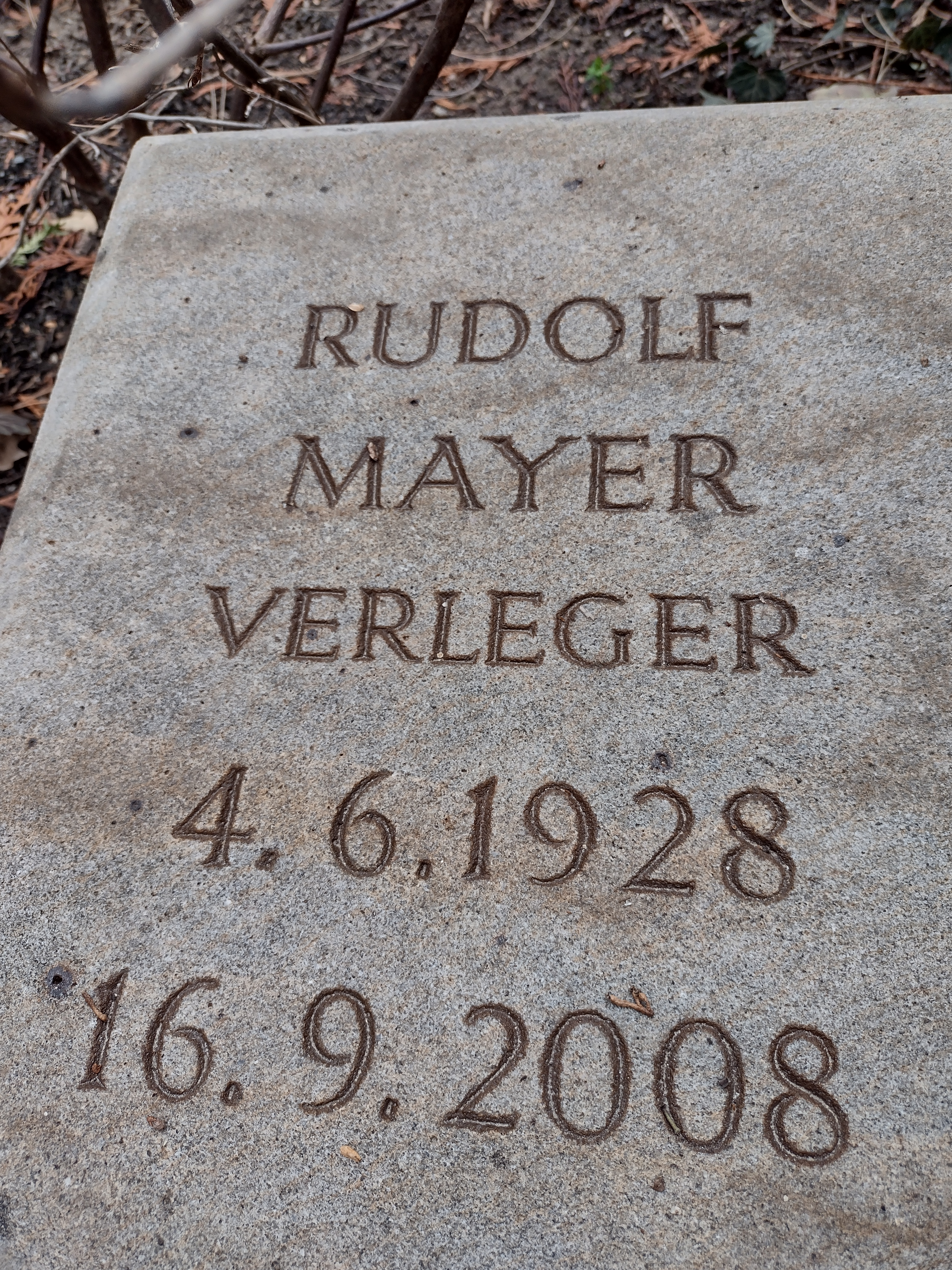
Grab von Rudolf Mayer auf dem Loschwitzer Friedhof

Rudolf Mayer stammte ursprünglich aus Stuttgart und ging nach einer Ausbildung als Reprotechniker in der Grafischen Kunstanstalt Schuler in Stuttgart an die Freie Kunstschule Stuttgart, wo er mit Willi Baumeister und anderen Vertretern der Stuttgarter Avantgarde in Kontakt kam. Im Jahr 1949 wechselte Mayer nach Weimar an die Hochschule für Baukunst und Bildende Künste, um sein Kunststudium fortzusetzen. Darauf folgte 1951–1952 ein Studium an der Ingenieursschule für Polygraphie in Leipzig. Mayer fokussierte sich während seiner künstlerischen Ausbildung weiter auf die Druckgrafik und druckgrafisch erzeugte Kunstreproduktionen.
1952 bis 1992 war Rudolf Mayer Chefredakteur der Bildabteilung im Verlag der Kunst in Dresden. Während seiner Tätigkeit entstanden „mehr als 200 seiner Lichtdrucke alter und neuer Kunst, [die] in die UNESCO-Annalen der ‚Schönsten Drucke der Welt‘ ein[gingen]“.
Mayer begründete 1959 als Kurator die Sonderschauen figura im Rahmen der Internationalen Buchkunst-Ausstellungen in Leipzig und gründete 1964 innerhalb des Verlages der Kunst die eikon-Grafik-Presse, die insgesamt 55 Editionen von Originalgrafiken international bedeutender Künstler, wie Hermann Glöckner, HAP Grieshaber, Carlfriedrich Claus, Anatoli Kaplan, Horst Janssen und Max Uhlig, in Mappen verlegte.
Bis zu seinem Tod 2008 war Rudolf Mayer Ehrenmitglied der Sächsischen Akademie der Künste. Er war verheiratet mit der Kunsthistorikerin und ehemaligen Direktorin der Gemäldegalerie Alte Meister Dresden, Annaliese Mayer-Meintschel, und lebte mit ihr in Dresden-Loschwitz. Er wurde auf dem Loschwitzer Friedhof beigesetzt.

## Nachlass
Einen Großteil seines Nachlasses überantwortete Mayer 2006 der Sächsischen Landesbibliothek – Staats- und Universitätsbibliothek Dresden (SLUB). Dazu gehörten, neben dem angekauften Verlagsarchiv des Verlages der Kunst, Andrucke zu HAP Grieshabers Totentanz von Basel, diverse Werke aus dem Nachlass von Hermann Glöckner, dessen Mitverwalter Mayer war, sowie mehrere Mappen der eikon-Grafik Presse. Zusätzlich schenkte Mayer auch seinen Briefnachlass (Korrespondenzen mit HAP Grieshaber, Carlfriedrich Claus, Otto Niemeyer-Holstein u. a.) an die SLUB.
Im Jahr 2007 schenkte Mayer dem Nationalmuseum in Minsk eine umfangreiche Sammlung an Werken des jüdisch-stämmigen Künstlers Anatoli Kaplan, die teilweise in dessen Heimatort Rahatschou im örtlichen Heimatmuseum ausgestellt wurden.

## Ehrungen (Auswahl)
- 1965: Goldmedaille der Internationalen Buchkunst-Ausstellung Leipzig
- 1977: Kunstpreis der DDR[3]

## Werke (Auswahl)
- Rudolf Mayer: Die Lithographie. Eine Einführung in ihre Geschichte und Technik. Verlag der Kunst, Dresden 1970.
- Rudolf Mayer: Gedruckte Kunst. Wesen. Wirkung. Wandel. Verlag der Kunst, Dresden 1984.
- Rudolf Mayer: Anatoli Kaplan. Verlag der Kunst, Dresden 1990, ISBN 3-364-00142-1.
- Hermann Glöckner. Tafeln 1919–1985. (1992 im Zusammenhang mit einer Hermann-Glöckner-Retrospektive in der Neuen Nationalgalerie Berlin)